# UCI Africa Tour 2020
Die UCI Africa Tour 2020 war die 16. Austragung einer Serie von Straßenradrennen auf dem afrikanischen Kontinent, die zwischen dem 25. Oktober 2019 und dem 1. März 2020 stattfand. Die UCI Afrika Tour ist Teil der UCI Continental Circuits und liegt von ihrer Wertigkeit unterhalb der UCI ProSeries und der UCI WorldTour.
Die Rennserie umfasste 4 Etappenrennen, die in die UCI-Kategorien eingeteilt wurden. Aufgrund der Corona-Pandemie mussten mehrere Rennen abgesagt werden.
Die Gesamtwertung für Fahrer, Teams und Nationen basierte nicht auf den Ergebnissen der UCI Africa Tour Rennen, sondern auf den Punkten der UCI-Weltrangliste. In die Wertung kommen jedoch nur je Fahrer und Teams, die für einen nationalen Verband fahren, der auf dem afrikanischen Kontinent beheimatet ist. Folglich war es möglich die UCI Africa Tour zu gewinnen, ohne an einem ihrer Rennen teilgenommen zu haben. UCI WorldTeams waren von der Teamwertung ausgeschlossen, die sich aus den Ergebnissen der 10 besten Fahrer ergab. Für die Nationenwertung wurden die Ergebnisse der besten 8 Fahrer herangezogen.

## Rennen
Im Rahmen der UCI Africa Tour 2020 fanden 4 Rennen statt. Der Großteil der Events mussten aufgrund der COVID-19-Pandemie abgesagt werden.
| Datum                          | Land | Rennen                    | Klasse | Sieger             | Team                                |
| ------------------------------ | ---- | ------------------------- | ------ | ------------------ | ----------------------------------- |
| 25. Oktober – 3. November 2019 | BUR  | Tour du Faso              | 2.2    | Dário António      | BAI-Sicasal-Petro de Luanda         |
| 10. – 17. November 2019        | SEN  | Tour du Sénégal           | 2.2    | Didier Munyaneza   | Benediction Excel Energy            |
| 20. -26. Januar 2020           | GAB  | La Tropicale Amissa Bongo | 2.1    | Jordan Levasseur   | Natura4Ever-Roubaix Lille Métropole |
| 23. Februar – 01. März 2020    | RWA  | Tour du Rwanda            | 2.1    | Natnael Tesfatsion | Eritrea National Team               |

## Gesamtwertung
| Platz | Fahrer             | Nation | Team                             | Punkte |
| ----- | ------------------ | ------ | -------------------------------- | ------ |
| 1.    | Daryl Impey        | RSA    | Michelton-Scott                  | 575    |
| 2.    | Biniam Girmay      | ERI    | Nippo Delko Provence             | 361    |
| 3.    | Natnael Tesfatsion | ERI    | NTT Continental Cycling Team     | 268    |
| 4.    | Youcef Reguigui    | ALG    | Terengganu Inc. TSG Cycling Team | 172    |
| 5.    | Louis Meintjes     | RSA    | NTT Pro Cycling                  | 143    |

| Platz | Team                              | Nation | Punkte |
| ----- | --------------------------------- | ------ | ------ |
| 1.    | ProTouch                          | RSA    | 188    |
| 2.    | Skol Adrien Cycling Academy       | RWA    | 93     |
| 3.    | Benediction Ignite                | RWA    | 70     |
| 4.    | Groupement Sportif des Petroliers | ALG    | 63     |
| 5.    | BAI-Sicasal-Petro de Luanda       | ANG    | 35     |

| Platz | Nation    | Punkte |
| ----- | --------- | ------ |
| 1.    | Südafrika | 1212   |
| 2.    | Eritrea   | 911    |
| 3.    | Namibia   | 461    |
| 4.    | Algerien  | 249    |
| 5.    | Ruanda    | 225    |